# Приосколье (поезд)
«Приоско́лье» (№ 57/58) — бывший скорый фирменный поезд РЖД № 57/58 сообщением Старый Оскол — Москва.
Поезд принадлежал Юго-Восточной железной дороге и формировался Белгородской дирекцией по обслуживанию пассажиров. Курсировал с 1 июня 2005 года до 12 мая 2021 года.

## История

### Подготовка пуска
Статус фирменного поезда был получен после обращения начальника Юго-Восточной железной дороги Анатолия Володько, губернатора Белгородской области Евгения Савченко и главы города Старый Оскол и Старооскольского района Николая Шевченко к руководству ОАО «Российские железные дороги» с просьбой о переводе скорого пассажирского поезда № 57/58 «Старый Оскол — Москва» в категорию фирменных.
В Белгородской дирекции по обслуживанию пассажиров были разработаны дизайн-план и проект интерьера поезда. Проводники будущего фирменного поезда прошли курсы повышения квалификации и аттестацию.
На Тверском вагоностроительном заводе заказана первая партия из 15 вагонов, ещё 8 вагонов поступили после капитального ремонта с заводов Москвы, Минска и Воронежа. ОАО «Российские железные дороги» вложило в этот проект более 200 миллионов рублей.
Для пуска «Приосколья», который отправляется с первого пути станции Старый Оскол, была проведена реконструкция первой платформы. Она была увеличена в длину и ширину, была уложена тротуарная плитка.

### Эксплуатация
1 июня 2005 года на вокзале станции Белгород Юго-Восточной железной дороги состоялась презентация нового поезда. В тот же день с платформы вокзала станции Старый Оскол поезд отправился в свой первый рейс на Москву.
В 2007 году вагоны «Приосколья» оборудованы кондиционерами, произведена замена вагонов со сроком службы более 12 лет на вагоны постройки 1997 и 2003 годов.
Поезд от Валуек до Москвы был отменён со 2 сентября 2014 года. Белгородская областная дума в конце сентября 2014 года выступила с официальным обращением к правительству РФ по вопросу сохранения пассажирских железнодорожных перевозок. С 1 декабря 2014 года от станции Старый Оскол до Валуек пассажиры следуют на специальных автобусах, состыкованных по времени прибытия и отбытия железнодорожных составов. Остановки осуществляются в Чернянке, Новом Осколе и Волоконовке.
12 мая 2021 года поезд совершил свою последнюю поездку.
Поезд курсировал ежедневно.

## Маршрут
От Москвы до Курска поезд следует по главному ходу Московской железной дороги, а затем пересекает границу с Юго-Восточной железной дорогой и продолжает движение до станции Ржава, где производится смена электровоза на тепловоз. Далее поезд, проехав около десяти километров в обратном направлении, следует уже по двухпутной неэлектрифицированной линии Сараевка — Старый Оскол. Раннее по прибытии в Старый Оскол бо́льшая часть вагонов отцеплялась, оставшийся состав (обычно 3-4 вагона) под электровозом следовали до Валуек. Поезд меняет направление движения по станциям Ржава и Старый Оскол.
Отправление из Москвы — в 19:24, поезд прибывает в Старый Оскол утром следующего дня в 07:36 , а в Валуйки он прибывал в 10:46. Время отправления из Старого Оскола — 18:27, прибытие в Москву — 05:36 следующего утра. Общая протяжённость маршрута составляет 864 км.
С 2 сентября 2014 года железнодорожный маршрут сократился до Москва—Старый Оскол.

## Состав и оформление
В состав поезда входит 22 вагона: 9 купейных, в том числе 4 — повышенной комфортности экономкласса, 9 плацкартных, 2 СВ, в том числе 1 — повышенной комфортности бизнес-класса, 1 штабной вагон с купе для инвалидов, а также 1 вагон-ресторан.
Изначально цветовое решение «Приосколья» было такое же, как и у фирменного 72-го поезда «Белогорье», похож интерьер и форменная одежда проводников. Это обусловлено единым стилем дирекции. Вагоны поезда выкрашены в жёлтый и зелёный цвета. Нижняя часть вагона и область дверных проёмов — зелёная. Верхняя часть вагонов выкрашена в жёлтый цвет со скосами к краю, в середине верхней части нанесена надпись «ПРИОСКОЛЬЕ». В настоящее время в составе поезда курсируют вагоны в корпоративной окраске ОАО «РЖД».
Проводники поезда имеют определённый стиль одежды: изумрудно-зелёные костюмы с желтыми нашейными платками, тёмно-зелёные пальто с серыми каракулевыми воротниками и шапками-кубанками.